# Transit Film

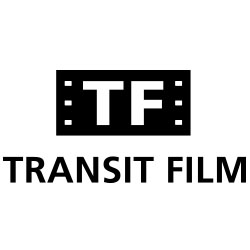

Transit Film war eine GmbH mit Sitz in München, die die Filmbestände des Filmarchivs des Bundesarchivs sowie eigene Bestände verwaltete.

## Geschichte
Transit Film wurde am 18. Januar 1966 als GmbH gegründet. Transit Film wertete jahrzehntelang Filmdokumente aus den Beständen des Bundesarchivs aus. Die Gesellschaft arbeitete außerdem bis zum 31. Dezember 2014 als Treuhänder für die Friedrich-Wilhelm-Murnau-Stiftung. Alleiniger Gesellschafter war die Bundesrepublik Deutschland, vertreten durch den Beauftragten der Bundesregierung für Kultur und Medien. Zum Jahresende 2023 stellte Transit Film den Geschäftsbetrieb ein, die Verwaltung der Filmbestände wurde vom Filmarchiv des Bundesarchivs selbst bzw. der Deutschen Kinemathek fortgeführt.

## Geschäftssparten
Das Hauptgeschäft von Transit Film lag im Bereich des internationalen Lizenzhandels; zum Angebot gehörten historische Spiel- und Dokumentarfilme sowie Deutsche Wochenschauen.

### Filme des Bundesarchivs
Transit Film war exklusiv mit der gewerblichen weltweiten Auswertung der Filmdokumente aus den Beständen des Bundesarchivs, schwerpunktmäßig bis 1945, beauftragt. Darunter befanden sich historische Stumm- und Tonfilmdokumente, Wochenschauen sowie Dokumentarfilme.
Ab dem 1. Januar 2014 hat Transit Film zusätzlich den Auftrag, die im Eigentum der Bundesrepublik Deutschland befindlichen Wochenschauen aus der Zeit nach 1945 in enger Zusammenarbeit mit dem Bundesarchiv öffentlich zugänglich zu machen und für die Zielgruppen Film, Fernsehen und Presse kommerziell zu verwerten. Hierzu wurde eigens ein Webportal mit digitalisierten Filmen zum Sichten, Recherchieren und Bestellen eingerichtet.

### Transit-eigener Filmstock
Transit Film verwertete auch einen eigenen Filmstock, bestehend aus deutschen Spielfilmen. Darunter befanden sich Klassiker, wie zum Beispiel Katz und Maus, Das Brot der frühen Jahre und Genosse Münchhausen.

## Bestände
Die Spielfilmbestände umfassten zuletzt (Stand: 2023):
- 1933: Drei Kaiserjäger
- 1933: Die Finanzen des Großherzogs
- 1933: Heimkehr ins Glück
- 1934: Alles hört auf mein Kommando
- 1934: Hohe Schule
- 1934: Zigeunerblut
- 1935: Wenn die Musik nicht wär'
- 1935: … nur ein Komödiant
- 1936: Der lachende Dritte
- 1936: Moskau – Shanghai
- 1937: Der Biberpelz
- 1938: Der Barbier von Sevilla
- 1938: Die Nacht der Entscheidung
- 1938: Zwischen Strom und Steppe
- 1941: Oh, diese Männer
- 1948: Der himmlische Walzer
- 1949: Das unsterbliche Antlitz
- 1950: Pikanterie
- 1950: Die Treppe
- 1951: Der bunte Traum
- 1951: Königin einer Nacht
- 1953: Die Blume von Hawaii
- 1953: Das ideale Brautpaar
- 1953: Jonny rettet Nebrador
- 1954: Der Raub der Sabinerinnen
- 1954: Ball der Nationen
- 1954: Bei Dir war es immer so schön
- 1954: Dein Mund verspricht mir Liebe
- 1954: Geld aus der Luft
- 1954: Die goldene Pest
- 1954: Das Kreuz am Jägersteig
- 1954: Der Mann meines Lebens
- 1954: Marianne, meine Jugendliebe
- 1954: Rosen aus dem Süden
- 1954: Sauerbruch – Das war mein Leben
- 1954: Sie
- 1954: Die sieben Kleider der Katrin
- 1954: Staatsanwältin Corda
- 1954: Tanz in der Sonne
- 1954: Viktoria und ihr Husar
- 1955: Banditen der Autobahn
- 1955: Der Cornet
- 1955: Die Frau des Botschafters
- 1955: Gestatten, mein Name ist Cox
- 1955: Griff nach den Sternen
- 1955: I A in Obernbayern
- 1955: Ich suche Dich
- 1955: Ingrid – Die Geschichte eines Fotomodells
- 1955: Der Major und die Stiere
- 1955: Oberwachtmeister Borck
- 1955: Die spanische Fliege
- 1955: Das Sandmännchen
- 1955: Stern von Rio
- 1956: Dany, bitte schreiben Sie
- 1956: Durch die Wälder, durch die Auen
- 1956: Heiße Ernte
- 1956: Ein Herz schlägt für Erika
- 1956: Das Mädchen Marion
- 1956: Rosen für Bettina
- 1956: Stresemann
- 1956: Von der Liebe besiegt
- 1957: Die fidelen Detektive
- 1957: Made in Germany – Ein Leben für Zeiss
- 1957: Zwei Herzen voller Seligkeit
- 1958: Rivalen der Manege
- 1959: Raubfischer in Hellas
- 1960: Willy, der Privatdetektiv
- 1961: Das Brot der frühen Jahre
- 1961: Genosse Münchhausen
- 1961: Der Hochtourist
- 1964: Erzähl mir nichts
- 1964: Die Zeit der Schuldlosen
- 1965: Schüsse im Dreivierteltakt
- 1966: Katz und Maus
- 1966: Mister Dynamit – Morgen küßt Euch der Tod
- 1974: Wetterleuchten über dem Zillertal
- 1975: Ich denk’ mich tritt ein Pferd
- 1976: Das Brot des Bäckers
- 1976: Die neuen Leiden des jungen W.
- 1977: Das Einhorn
- 1978: Zwischengleis